# 정치교육
정치교육(政治敎育)은 학문으로서는 2가지 주요 뿌리가 있다: 첫 번째 뿌리는 정치학 이론에 기반을 두는 것이고 두 번째 뿌리는 조직이론에 기반을 두는 것이다. 정치학은 사회 단체가 어떻게 권한을 사용하여 규제를 만들고 자원을 할당하는지를 설명하려고 시도한다. 조직이론은 경영 과학 이론을 사용하여 단체의 기능과 관련하여 더 깊이 이해하려고 노력한다.
학문 외의 경우, 일반대중에 대하여 정부 또는 당파·단체 등이 행하는 정치적인 계몽활동을 말하는 경우와 정치지도자를 양성하기 위하여 행하여지는 것이 있다. 전자는 선전과 결합되어 있는데 지속적·계통적으로 행하여지며 대중의 정치의식을 변혁시키는 데 그 목적이 있다. 후자는 지도성이 강하게 요구되는 국가·집단에 있어서 그 이데올로기를 갖춘 지도자를 육성하기 위하여 행하여진다.

## 같이 보기
- 정치 (교과목)